# 2022年1月中山市及珠海市2019冠状病毒病聚集性疫情
2022年中山市及珠海市2019冠状病毒病聚集性疫情是指自2022年1月起在中华人民共和国广东省中山市坦洲鎮及珠海市香洲區南屏鎮爆发的2019冠状病毒病聚集性疫情。该次疫情的首个病例为2022年1月13日在中山市坦洲鎮发现的一宗源頭不明感染個案，患者感染病毒株B.1.1.529谱系的24岁女患者。此轮疫情的关联病例分散在中山市和珠海市外，該疫情中有一宗確診病例已外溢至廣東省內的梅州市。随后广东省多地启动全员核酸检测，中山市坦洲鎮及珠海市香洲區南屏鎮全域实施封闭式管理。病毒溯源已證實是由境外入境物品所導致。

## 背景
中山市和珠海市是粵港澳大灣區西岸的重要城市，同時作為大灣區西岸的重要樞紐，每天有數以百計群眾往返中山市和珠海市兩地上班或上學通勤，其中中山市毗連珠海市的斗門區或香洲區，加上珠海市毗鄰澳門特別行政區，每天更有數以百計的珠澳跨境通勤族包括上班人士或學生利用各個珠澳出入境口岸當天往返珠海和澳門兩地，其中拱北口岸取代深圳市羅湖口岸成為全球最高出入境人次的出入境口岸。2022年1月中旬，中山市坦洲鎮首現Omicron變種病毒源頭不明個案，隨後毗連的珠海市香洲區南屏鎮在重點人群核酸檢測出現源頭不明感染的Omicron變種病毒個案，其後更出現群聚性感染事件，經判定中山、珠海兩地病例存在时空交集。珠海市當局更預測感染源頭由暴露於污染入境物品導致，與北京市1月15日通報的一宗源頭不明確診個案都是由患者接觸國際空運郵件而引起。

## 确诊时序

### 中山市坦洲鎮
2022年1月13日，中山市坦洲镇发现新冠肺炎病毒核酸检测异常情况，当日起进出坦洲镇的所有道路实施全面管控，後來該個案證實確診，感染源頭不明。。
1月16日，中山市坦洲鎮首例確診者中的一個密切接觸者由無症狀感染轉為確診。
1月25日，中山市在珠海市病例的密切接觸者中，發現 1人檢測陽性，列為無症狀感染者，患者之前連續8天檢測陰性。患者是珠海香洲區廣生小學的 10歲女學生，常住坦洲鎮錦繡陽光5期，1月16日因該小學出現確診被列為珠海病例的同班密接者，集中隔離期間連續 8天核檢陰性，至昨晚轉為陽性，經覆核仍是陽性。患者已轉送至定點醫療機構。初步流調判斷，這名感染者與中山之前2宗病例不存在活動軌跡交集。当天，患者在定点收治医院出现干咳等症状，转为确诊病例（普通型）。

### 珠海市
2022年1月14日，珠海市新增一宗確診個案和六宗無症狀感染個案，七宗陽性個案患者證實感染奧密克戎（Omicron）變種病毒，全部居住在香洲區南屏鎮，有部分確診患者曾到過相鄰的中山市坦洲鎮。同日，新增6例本土确诊。新增本土无症状感染者1例。。
1月15日，新增1例本土确诊。。
1月16日，新增5例本土确诊。
1月17日，新增2例确诊病例。兩名确诊患者是28岁女性和30岁女性，於1月14日被列為案例2密切接觸者。
1月17日21时至18日9时，新增3例确诊病例。三名患者在集中管理密切接觸者人群中發現或家庭成員。其中一名10岁男童确诊者曾經到過横琴星乐度，另一名30岁女性於橫琴島內的公司工作。
1月18日9时至21时，新增3例确诊病例。疫情更外溢至同區香洲區的前山街道，三名患者同樣在集中管理密切接觸者人群中發現，是珠海市本疫情首宗源頭不明病例的密切接觸者，其中新增確診患者中的22歲女性和57歲女性曾經於前山街道一帶活動，其中一名57歲女性的確診患者居住在前山街道的金福廣場。
1月18日21时至19日9时，新增3例确诊病例。三名患者在集中管理密切接觸者人群中發現，全部居住在珠海市香洲區南屏鎮。
1月19日9时至21时，新增1例确诊病例，2例无症状感染者。疫情外溢至同區香洲區的老香洲情侶中路。其中一名33岁女性居住在珠海市香洲区情侣中路345号渔政楼，另外新增兩名无症状感染者分別居住在南屏鎮內的将军山榕园和广生村河排街。
1月19日21时至1月20日8时，新增1例确诊病例。患者在集中管理密切接觸者人群中發現，居住在珠海市香洲區南屏鎮。
1月20日8时至1月20日20时，珠海市新增1例确诊病例。该病例在集中管理的密切接触者中检测发现。
1月20日20时至1月21日8时，珠海市新增3例确诊病例。该病例在南屏鎮集中管理的密切接触者中检测发现。
1月21日8时至12时，珠海市新增2例确诊病例。疫情外溢至同市金湾区，其中一名4岁女童居住在金湾区红旗镇广安路荷塘物语，兩名患者在近期已作为密切接触者接受集中隔离观察，在密切接触者例行检测中发现。
1月21日12时至24时，珠海市新增1例确诊病例。病例近期已作为密切接触者接受集中隔离观察，在密切接触者例行检测中发现。
1月22日0时至12时，珠海市新增1例确诊病例，为案例35的母亲，家住珠海市香洲区南屏镇十二村南丰汇景湾。作为确诊病例的密接者于1月15日转运至隔离酒店，15日-21日核酸检测均为阴性，22日检测为阳性。
1月22日12时至24时，珠海市新增2例确诊病例，1例无症状感染者。病例近期已作为密切接触者接受集中隔离观察，在密切接触者例行检测中发现。
1月23日0时-24时，珠海无新发病例。新增1例无症状感染者转确诊病例（为1月19日通报的无症状感染者）。

### 梅州市五華縣
2022年1月17日，梅州市發現1宗确诊病例，新增病例在珠海市确诊病例的密切接触者排查中发现，患者為11岁男性，1月11日晚随父母自驾车从珠海返回梅州，在梅期间居住在五华县岐岭镇华源村。1月14日，五华县人民医院在6人混采混检标本中，检测出异常结果。接报后，梅州市、五华县疾控中心立即对相关人员开展流行病学调查及应急处置工作。其後5人核酸结果均为阴性，該11岁男性再通過獨立检测結果為阳性，被判定为新冠肺炎无症状感染者。其後经广东省疾控中心病毒全基因组测序为奥密克戎变异株感染，与珠海市疫情同属一条传播链。

### 澳門特別行政區
在本次疫情中，澳門特別行政區沒有與中山市或珠海市相關聯的確診病例。由於廣東省中山市坦洲鎮和珠海市毗鄰澳門特別行政區，加上每日有大批人士使用珠澳口岸通勤並且當天往返，本次疫情與2021年廣州市聚集性疫情作出比較造成影響、防疫壓力與挑戰性較大。澳門特別行政區政府衛生局和澳門新型冠狀病毒感染應變協調中心在收到中山市和珠海市相關病例報告後隨即展開流學調查，安排密切接觸者、次密切接觸者或曾到指定區域人士進行防疫限制和出入境限制措施，包括需要定期進行病毒檢測、安排到指定地點醫學觀察或自我健康管理等。
2022年1月13日中午時分，澳門氹仔坊眾托兒所證實一名員工在坦洲時與坦洲鎮的一名女確診者有密切接觸，當天早上接獲員工家人通知，托兒所主動向衛生當局通報。職員又表示，托兒所內共有40多名職員，有3人當天沒有上班，部分幼兒在中午已被家長接走。有部分幼童家長指約中午12時半於托兒所群組收到托兒所通知，當局指因有密切接觸者於托兒所工作，但仍在核實涉及的班別，若與相關密切接觸者沒有關聯的幼童可由家長接送。
1月13日下午1時許，澳門新型冠狀病毒感染應變協調中心證實接獲廣東衛生部門通報兩名曾在中山市坦洲鎮接觸過確診病例的在澳門人士均列為密切接觸者。第一名人士為45歲男性中國大陸籍外地僱員，於澳門明暉護養院工作任職保育員；第二名人士為59歲女性，澳門居民，於氹仔坊眾托兒所任職保育員。兩人曾經於1月9日到中山市坦洲鎮參加宴會，同場的一名親友為中山確診病例，兩人被列為密切接觸者。衛生局已安排兩人進行核酸檢測，結果為陰性，將安排到公共衛生臨床中心進行醫學觀察。至今衛生局聯絡兩人的同住者、同事等人士列為次密接接觸者，累計241人。當局安排氹仔托兒所的次密切接觸者，包括年幼的兒童由一位家長陪同，到酒店接受醫學觀察。至於黑沙環明暉護老院的次密切接觸者會在原址進行醫學觀察，其工作人員將採取閉環管理。托兒所指於當天早上接獲該員工的家人通知，該員工曾與坦州確診女患者共同用餐，托兒所主動向衛生當局通報。又表示，托兒所內共有40多名職員，有3人今日放假沒有上班，部分幼兒在中午已被家長接走。
在1月13日下午5時，澳門新型冠狀病毒感染應變協調中心召開新聞發佈會，澳門特別行政區政府衛生局傳染病防控處處長梁亦好公佈澳門兩位與中山市坦洲鎮確診患者密切接觸人士的行蹤。首名人士為45歲中國內地籍男性，外地僱員，在黑沙環明暉護養院5樓工作，居住在黑沙環第6街順利樓第3座，有11名同住者。在1月10日至12日以步行為主往返上班地方，於上午8時許上班，下午5時下班再到祐漢街市買餸。連同一齊工作的院友和員工列為次密接接觸者共145人，於護老院5樓內接受醫學觀察兼閉環管理。另一位人士為女性，59歲，澳門居民，於氹仔坊眾托兒所工作，居住在湖畔大廈第5座，與1名人士同住。1月10日至12日以步行方式上下班，其中在1月10日晚上曾到湖畔工聯中心參與跳舞；1月11日晚上曾到聯邦酒樓與托兒所員工聚餐；1月12日曾去歸僑總會參與跳舞班，當局正聯絡有關人士。至於托兒所有38名幼童和43名同事需要接受醫學觀察。其曾參與2個跳舞班，聲稱期間有戴口罩，涉及同班約有10多人，當局需要與相關機構核實。社工局社會互助廳廳長蔡兆源表示，氹仔坊眾托兒所因有員工為密切接觸者需停運，當中有27名幼兒家長提出需要協助，當局作出跟進並安排到其他托兒所暫時提供照顧。另外，社工局對明暉護養院內提供運作、防疫等方面協助，相關工作完成後，將因應需要，與護養院合作處理疫情造成的影響。
1月13日晚上，澳門特別行政區政府衛生局證實於同日傍晚收到1名居於坦洲鎮於澳門工作的40歲男性中國內地籍外地僱員申報，曾出席1月9日於當地舉行的晚宴，並與坦洲鎮確診者相隔數張枱而坐。考慮到坦洲鎮確診病例感染源頭未明，衛生局將其視為密切接觸者，並跟進其在澳的行蹤和接觸過的人士。該人士於地盤工作，於1月10至12日期間共3日曾返澳上班，而該人士目前在廣東省中山市坦洲鎮，曾與他一同工作的6名同事，將按次密切接觸者處理，正進行相關的流行病學調查。
1月15日中午，應變恊調中心發佈新聞稿，指衛生部門於15日凌晨接獲珠海衛生部門通報，一名曾在珠海市接觸過其中一名無症狀感染者的在澳門人士被列為密切接觸者，衛生局正跟進該名人士狀況。該密切接觸者為36歲男性，中國籍外地僱員，於澳門國際機場工作，任職巡邏車駕駛員，曾於1月13日中午在珠海家中與一名珠海無症狀感染者共餐，被列為密切接觸者，其同住者已被珠海當局安排檢疫。該人士隨即進行病毒檢測，對近3周內曾接受多次病毒檢測均為陰性，該人士已被安排前往公共衛生臨床中心接受醫學觀察，其於工作期間接觸的人士被列為次密切接觸者。澳門國際機場專營股份有限公司指於1月15日上午收到報告，一名機場範圍內駕駛巡邏車的駕駛員被列為密切接觸者，相關員工已根據工作性質和按照政府防疫指引需要保持每48小時進行病毒檢測，該名員工至12日、14日及15日核檢結果均呈陰性，相關員工已被安排送往衛生局設施接受隔離，同時該員工報稱已完成接種兩劑疫苗。專營公司機場營運部接通報告隨即對相關員工駕駛過的車輛、使用過的設備以及場所內外進行徹底病毒消殺工作，並安排與該員工曾接觸的同事於今日上午立即進行核酸檢測，亦暫停與密接者有接觸的員工在機場內移動並安排處所等候核檢結果，配合跟進衛生局的流行病學檢查。亦要求正在上班的員工再進行額外多一次病毒檢測，目前當局正安排有關員工再進行核酸檢測以及酒店隔離措施。澳門國際機場高度關注事件，並密切留意最新動向以及與衛生部門保持緊密聯繫，跟進處理事件。
在1月16日澳門特別行政區政府衛生局公佈中發現四名曾在澳門境內活動人士被列為珠海和中山疫情病例中的密切接觸者，當中三人身在澳門被送往公共衛生臨床中心進行醫學觀察，全部核酸檢測為陰性，另一人身在中國內地境內進行醫學觀察。衛生局同時根據這四名密切接觸者在澳的活動軌跡，直至目前已跟進次密切接觸者、共同軌跡人士以及重點管控人士共1,330人，他們被當局分別要求在指定酒店進行醫學觀察、在原地隔離進行醫學觀察或在澳門實施三天兩檢等管控措施。同時因應珠海和中山疫情，現時有17,744名透過澳門健康碼主動申報的人士，他們的健康碼已轉為黃色，須按第1、2、4、7、12天的時序接受新冠病毒核酸檢測，直至離開當地達14天為止。目前曾到相關地區之述人士共進行了27,157人次的檢測，結果均為陰性。衛生局表示，珠海衛生部門正對各病例活動軌跡進行詳細流行病學調查，衛生局一直與珠海衛生部門保持密切溝通，並根據調查結果和風險評估跟進在澳的風險人士。
至1月17日，三名身在澳門與中山或珠海相關病例的密切接觸者每天進行病毒檢測，其中2人連續4天核酸檢測陰性，1人連續2天核酸檢測陰性；已跟進次密切接觸者、共同軌跡人士以及重點管控人士共1,343人；共18,478名透過澳門健康碼主動申報的人士，他們的健康碼已轉為黃色，上述人士共進行了32,218人次的檢測，結果均為陰性。
至1月18日下午，三名身在澳門與中山或珠海相關病例的密切接觸者至目前13次核酸檢測結果均為陰性；已跟進次密切接觸者、共同軌跡人士以及重點管控人士共1,347人；共18,769名透過澳門健康碼主動申報的人士，相關人士的健康碼已轉為黃色，上述人士共進行了41,407人次的檢測，結果均為陰性。
1月19日晚上，澳門特別行政區新型冠狀病毒感染應變協調中心公佈於1月18日晚上接到珠海市衛生部門的通報，一名27歲男性澳門居民由次密接振觸者轉為密切接觸者。公佈指一名在本澳的人士被列為密切接觸者，要求協助跟進；衛生局隨即核實並確認該人士已於1月14日被安排進行核酸檢測並呈陰性及正進行醫學觀察。該名人士曾於1月13日在珠海市南屏鎮與朋友會面並於當晚回澳；1月14日因知悉其朋友被列為2019冠狀病毒病密切接觸者，致電衛生局疾病預防及控制中心諮詢而被列為次密切接觸者，當日已被安排進行病毒核酸檢測及呈陰性，並到指定酒店進行醫學觀察。1月18日接珠海市衛生部門通報該名密切接觸者轉為確診，該名澳門居民被列為密切接觸者並安排該人士由消防救護車送往高頂公共衛生臨床中心繼續接受醫學觀察。 同日，應變恊調中心公佈截至1月19日下午，有五名曾在澳門活動人士被列為這些病例的密切接觸者，其中四人身處澳門，至目前共19次核酸檢測結果均為陰性；已跟進次密切接觸者、共同軌跡人士以及重點管控人士共1,362人；共18,950名透過澳門健康碼主動申報的人士，他們的健康碼已轉為黃色，上述人士共進行了44,165人次的檢測，結果均為陰性。當局再次提醒，1月1日或之後到過中山市坦洲鎮、珠海市香洲區南屏鎮等風險地區人士，其健康碼已被鎖定為黃碼，須按規定第1、2、4、7、12 天的時序接受新冠病毒核酸檢測，以及直至已離開當地14天後健康碼才轉回綠碼。
1月20日，在澳門新型冠狀病毒感染應變協調中心記者會上，衛生局代表公佈目前管控的人員共有1,363人，其中密切接觸者有5人，4人在澳門、1人已在中山接受醫學觀察，因而衍生的次密切接觸者共有295人，他們都是接規定需接受醫學觀察。其中密切接觸者需要進行14天醫學觀察，次密切接觸者則需進行7天醫學觀察及7天自我健康管理，他們在醫學觀察期間，均要接受多次核酸檢測，至目前為止，這些人士的核酸檢測結果均呈陰性，部分人已完成醫學觀察、正進入自我健康管理的時間。此外，應變協調中心亦對曾接觸上述密切接觸者的人士，如曾共同乘搭巴士的人士，共管控了1,021人，這些人士全部也要接受多次核酸檢測，至今的檢測結果都是陰性。至目前，本澳共有19,044名透過澳門健康碼主動申報的人士，他們的健康碼已轉為黃色，上述人士共進行了48,312人次的檢測，結果均為陰性。而截至今（20）日下午4時，「澳門健康碼」手機應用程式累計註冊人數逾548,000人。
1月21日晚上，澳門新型冠狀病毒感染應變協調中心公佈至1月21日下午，因應珠海和中山出現病例，有5名曾在本澳活動人士被列為這些病例的密切接觸者，其中4人身處澳門，至目前共25次核酸檢測結果均為陰性；已跟進次密切接觸者、共同軌跡人士以及重點管控人士共1,374人；共19,142名透過澳門健康碼主動申報的人士，他們的健康碼已轉為黃色，上述人士共進行了55,383人次的檢測，結果均為陰性。
1月23日，澳門新型冠狀病毒感染應變協調中心公佈於1月22日接到珠海市衛生部門的通報，一名陽性病例的密切接觸者曾在澳門逗留。根據調查，該名人士在1月10日和一名在1日17日檢測到新冠病毒陽性的病例於同一時間在珠海某一餐廳用餐。該密切接觸者於1月13日入境澳門，1月22日離境。衛生局已跟進該密切接觸者在澳門的七名密切接觸者，均為密切接觸者的同事，包括一名同住者。由於該密切接觸者和病例最後接觸時間已超過七天，至今新冠病毒核酸檢測結果均為陰性，其在澳次密切接觸者已賦黃碼、正進行自我健康管理和將接受兩次新冠病毒核酸檢測。目前所有檢測結果均為陰性。
1月24日，澳門新型冠狀病毒感染應變協調中心公佈所有與中山市、珠海市相關確診病例的密切接觸者和曾經前往中山市或珠海市內的風險區域人士核酸檢測皆為陰性。截至1月24日下午，有6名曾在本澳活動人士被列為這些病例的密切接觸者，其中4人身處澳門，至目前共35次核酸檢測結果均為陰性；已跟進次密切接觸者、共同軌跡人士以及重點管控人士共1,388人；共19,268名透過澳門健康碼主動申報的人士，他們的健康碼已轉為黃色，上述人士共進行了59,350人次的檢測，結果均為陰性。

### 各关联病例情况简表
| #              | 性别 | 年齡 | 報告日期 | 其他資料 | 报告地 |
| -------------- | ---- | ---- | -------- | --- | ------ |
| #1             | 女   | 24   | 1月13日  | 於一知万食品公司工作，居住中山市坦洲鎮国际花城一期第41栋，是本輪中山疫情兼兩地疫情的首位确诊病例                                                                                           | 中山市 |
| #2 (珠海#124)  | 女   | 53   | 1月14日  | 住珠海市香洲區南屏鎮，是本輪珠海疫情的首位确诊病例，为某幼儿园保育员，於1月8日曾到訪中山市坦洲鎮                                                                                           | 珠海市 |
| #3 (珠海#125)  | 女   | 9    | 1月14日  | 住珠海市香洲區南屏鎮，南屏镇广生小学学生 | 珠海市 |
| #4 (珠海#126)  | 男   | 36   | 1月14日  | 住珠海市香洲區南屏鎮，游艇司机。為案例5的丈夫、為案例6的父親 | 珠海市 |
| #5 (珠海#127)  | 女   | 35   | 1月14日  | 住珠海市香洲區南屏鎮，南屏某公司工作人员。為案例5的妻子，案例6的母親 | 珠海市 |
| #6 (珠海#128)  | 女   | 9    | 1月14日  | 住珠海市香洲區南屏鎮，南屏镇广生小学学生。為案例5和案例6夫妻的女儿 | 珠海市 |
| #7 (珠海#129)  | 男   | 4    | 1月14日  | 住珠海市香洲區南屏鎮，幼儿园学童，為案2其班上的保育员，為案例5和案例6夫妻的儿子 | 珠海市 |
| #8 (珠海#130)  | 女   | 36   | 1月15日  | 住珠海市香洲區南屏鎮，任職南屏广生小学，為案例3其班上的教师 | 珠海市 |
| #9 (珠海#131)  | 女   | 42   | 1月16日  | 住珠海市香洲區南屏鎮，為案例2的的密切接触者 | 珠海市 |
| #10 (珠海#132) | 男   | 3    | 1月16日  | 住珠海市香洲區南屏鎮，為案例2的的密切接触者 | 珠海市 |
| #11 (珠海#133) | 女   | 10   | 1月16日  | 住珠海市香洲區南屏鎮，為案例3的的密切接触者 | 珠海市 |
| #12 (珠海#134) | 女   | 44   | 1月16日  | 住珠海市香洲區南屏鎮，為案例8的的密切接触者 | 珠海市 |
| #13 (珠海#135) | 女   | 34   | 1月16日  | 住珠海市香洲區南屏鎮，為珠海市无症状感染者案例16的密切接触者 | 珠海市 |
| #14            | 女   | 不詳 | 1月16日  | 於一知萬食品公司工作，於相同车间工作的同事，居住在中山市坦洲鎮龙塘前进二路，為本次疫情案例1的密切接触者。1月13日送往集中隔离，1月15日核酸检测阳性，1月16日出现发热等症状由无症状感染转确诊 | 中山市 |
| #15            | 男   | 11   | 1月17日  | 居住在梅州市五華縣岐岭镇华源村，1月11日随父母自驾车从由珠海返回梅州。1月14日核酸检测结果异常，1月16日检测结果为阳性，被判定为无症状感染者。1月17日转确诊。                                 | 梅州市 |
| #16            | 女   | 28   | 1月17日  | 為案例2的的密切接触者，家住珠海市香洲区南屏镇广生五街72号。 | 珠海市 |
| #17            | 女   | 30   | 1月17日  | 為案例2的的密切接触者，家住珠海市香洲区南屏镇河排村榕园2栋。為案例20的母親。 | 珠海市 |
| #18            | 男   | 10   | 1月17日  | 為案例3、7的的密切接触者，家住珠海市香洲区南屏镇蓝溪枫景。 | 珠海市 |
| #19            | 女   | 10   | 1月17日  | 為案例3、7的的密切接触者，家住珠海市香洲区南屏镇十二村成丰园东。 | 珠海市 |
| #20            | 男   | 1    | 1月17日  | 為案例17的的密切接触者，同時為案例17的兒子，家住珠海市香洲区南屏镇广生五街。 | 珠海市 |
| #21            | 男   | 3    | 1月18日  | 為案例2的的密切接触者，家住珠海市香洲区南屏镇广昌东豆村。 | 珠海市 |
| #22            | 女   | 22   | 1月18日  | 為案例2的的密切接触者，家住珠海市香洲区南屏镇将军山榕园小区。 | 珠海市 |
| #23            | 女   | 57   | 1月18日  | 為案例2的的密切接触者，家住珠海市香洲区前山街道金福广场。 | 珠海市 |
| #24            | 男   | 24   | 1月18日  | 為案例2的的密切接触者，家住珠海市香洲区南屏镇将军山榕园。 | 珠海市 |
| #25            | 女   | 8    | 1月18日  | 為案例2的的密切接触者，家住珠海市香洲区南屏镇十二村西城街。 | 珠海市 |
| #26            | 女   | 4    | 1月18日  | 為案例2的的密切接触者，家住珠海市香洲区南屏镇广生南街。 | 珠海市 |
| #27            | 女   | 25   | 1月19日  | 家住珠海市香洲区南屏镇将军山榕园。 | 珠海市 |
| #28            | 男   | 4    | 1月19日  | 家住珠海市香洲区南屏镇广生村河排街。 | 珠海市 |
| #29            | 男   | 3    | 1月20日  | 家住珠海市香洲区南屏镇广生村五街。该病例在集中管理的密切接触者中检测发现。 | 珠海市 |
| #30            | 女   | 22   | 1月20日  | 家住珠海市香洲区南屏镇将军山榕园。 | 珠海市 |
| #31            | 男   | 40   | 1月20日  | 家住珠海市香洲区南屏镇东风街26号。 | 珠海市 |
| #32            | 女   | 4    | 1月20日  | 家住珠海市香洲区南屏镇河排街62号。 | 珠海市 |
| #33            | 男   | 3    | 1月21日  | 家住珠海市香洲区南屏镇广生南街。 | 珠海市 |
| #34            | 女   | 4    | 1月21日  | 家住珠海市金湾区红旗镇广安路荷塘物语。 | 珠海市 |
| #35            | 男   | 14   | 1月21日  | 家住珠海市香洲区南屏镇十二村南丰汇景湾。 | 珠海市 |
| #36            | 女   | 35   | 1月22日  | 案例35的母亲，家住珠海市香洲区南屏镇十二村南丰汇景湾。作为确诊病例的密接者于1月15日转运至隔离酒店，15日-21日核酸检测均为阴性，22日检测为阳性。                                             | 珠海市 |
| #37            | 女   | 32   | 1月22日  | 案例33的母亲，家住香洲区南屏镇广生南街118号，作为确诊病例的密接者于1月14日转运至隔离酒店，1月14-21日核酸检测均为阴性，22日检测为阳性。                                                     | 珠海市 |
| #38            | 男   | 31   | 1月22日  | 案例29的父亲，家住香洲区南屏镇广生五街72号，作为确诊病例的密切接触者于1月14日转运至隔离酒店，14-21日核酸检测均为阴性，22日检测为阳性。                                                     | 珠海市 |
| #39            |      |      | 1月23日  | 1月19日通报的无症状感染者，1月23日转确诊病例。 | 珠海市 |
| #40            | 女   | 10   | 1月25日  | 珠海香洲區廣生小學的 10歲女學生，常住坦洲鎮錦繡陽光5期，1月16日因該小學出現確診被列為珠海病例的同班密接者。1月25日诊断为无症状感染者，送入定点收治医院后出现干咳等症状，转为确诊病例。     | 中山市 |

### 统计图表
(僅计算确诊病例，无症状感染者不作计算)

## 疫情對廣東省的影響

### 廣東省

#### 中山市及珠海市

##### 地區風險
根据广东省新冠肺炎防控指挥办的《关于印发广东省应对新型冠状病毒肺炎疫情分区分级防控工作指引的通知》，如该地区有一例确诊病例，所属区域将会视情况调整风险等级，如14天内无确诊病例，则会降低该地区的风险等级。
1月13日上午9時起，中山市政府宣佈对进出坦洲镇的所有道路实施全面管控。管控期间，人员原则上只进不出，如須離坦需持48小時內核檢陰性證明到同日晚上更改為需持有24小時內核檢陰性證明方可離開坦洲。1月14日，中山市疫情防控指揮部公佈將坦洲鎮国际花城一期第41栋调整为中风险地区。
1月14日起，珠海市将香洲区南屏镇将军山榕园小区2栋、南屏镇十二村成丰园中45号、南屏镇广生一街73号调整为中风险地区。1月15日，珠海市香洲区新型冠状病毒肺炎疫情防控指挥部宣佈將南屏鎮全域划定为管控区域。其中广生村全域采取封控管理，实行“封控隔离，足不出户，服务上门”管理措施；暂定14天，前7天每天开展一次核酸检测，具体视疫情防控情况动态调整。南屏镇全域划定为管控区域，实行“不进不出，严禁聚集”管理措施，每天开展一次核酸检测，原则上每户限定一人在指定时间外出购置保障物资；暂定7天，具体视疫情防控情况动态调整。珠海市於1月14日上午宣佈即時起所有離開珠海人士須持有粵康碼綠碼兼24小時內核酸檢測陰性證明（當時由珠海經珠澳口岸入境澳門除外）。
1月18日9时起，对香洲区南屏镇十二村成丰园东11号采取封控管理；另外在稍後起对香洲区南屏广昌社区东豆街5号和香洲区前山金福广场12栋采取封控管理，采取封控管理期間实行“封控隔离，足不出户，服务上门”管理措施，生活必需品点对点配送；暂定14天，前7天每天开展一次核酸检测，具体视疫情防控情况动态调整。
1月19日3时起，对香洲区情侣中路345号渔政楼采取封控管理，实行“封控隔离，足不出户，服务上门”管理措施，实行生活必需品点对点配送。暂定14天，前7天每天开展一次核酸检测。並将情侣中路以西、华海路以南、碧涛路以东、翠香路以北区域划定为管控区域，实行“只进不出，严禁聚集”管理措施，原则上每户限定1人在指定时间、指定区域（具体安排由社区通知）购置保障物资。暂定7天，每天开展一次核酸检测；同日3时起亦将香湾街道、翠香街道全域作为防范区域，实行“两点（居住点-工作点）一线，非必要不离开”管理措施。
1月20日20时起，对香洲区南屏镇红东社区东风街26号和香洲区南屏镇南屏社区河排街62号B栋采取封控管理，实行“封控隔离，足不出户，服务上门”管理措施，实行生活必需品点对点配送。暂定14天，前7天每天开展一次核酸检测，具体视疫情防控情况动态调整。
1月27日9时起，中山市坦洲镇国际花城一期41栋由中风险地区调整为低风险地区，解除坦洲镇国际花城一期1至48栋、二期1至16栋所在区域、一知万食品有限公司周边区域4栋厂房所在区域的封控管理。调整后，中山市全域均为低风险地区。
1月28日6时起，珠海市香洲区南屏镇将军山榕园小区2栋、香洲区南屏镇十二村成丰园中45号、香洲区南屏镇广生一街73号由中风险地区调整为低风险地区。调整后，珠海市全域均为低风险地区，不再执行“持24小时内核酸阴性证明离珠”管控措施。
| 市     | 区 / 鎮         | 街道（及范围）           | 调整日期                                      |
| ------ | --------------- | ------------------------ | --------------------------------------------- |
| 中山市 | 坦洲鎮          | 国际花城一期第41栋       | 低风险→中风险：1月14日 中风险→低风险：1月27日 |
| 珠海市 | 香洲區 (南屏鎮) | 将军山榕园小区2栋        | 低风险→中风险：1月14日 中风险→低风险：1月28日 |
| 珠海市 | 香洲區 (南屏鎮) | 南屏镇十二村成丰园中45号 | 低风险→中风险：1月14日 中风险→低风险：1月28日 |
| 珠海市 | 香洲區 (南屏鎮) | 南屏镇广生一街73号       | 低风险→中风险：1月14日 中风险→低风险：1月28日 |

##### 核酸檢測
中山市

1月13日至15日，中山市在坦洲、三乡、板芙、神湾连续开展3轮全员核酸筛查，结果均为阴性。1月14日在中山全市范围内开展一次全员核酸筛查，累计采样512.1936万人，结果均为阴性。1月17日，中山市因周边城市连续报告新增病例，输入风险和防疫形势依然严峻。为加强主动排查，快速阻断疫情传播风险，确保防疫工作有序高效，经市疫情防控指挥部研究决定，1月17日至18日在全市开展第二轮全员核酸检测工作，分两批有序进行：
1月17日，坦洲镇、三乡镇、板芙镇、神湾镇、翠亨新区（含南朗街道）、火炬开发区（不含民众街道）、东区街道、南区街道、石岐街道、沙溪镇、大涌镇开展全员核酸检测。其後1月17日坦洲鎮全员核酸检测调整为1月16日至19日，全镇人员按24小时间隔要求做好每人每天一检的工作。
1月18日，坦洲镇、小榄镇、阜沙镇、古镇镇、东凤镇、黄圃镇、三角镇、横栏镇、南头镇、西区街道、港口镇、民众街道、五桂山街道开展全员核酸检测。
1月17日至18日，中山市按照“应检尽检、不漏一户、不落一人”的原则分两批在全市开展第二轮全员核酸检测。其中1月17日11个镇街累计采样231.0267万人，1月18日13个镇街累计采样289.2223万人，合共采样520.249万人，结果均为阴性。
1月24日，中山市疫情防控指揮部公佈坦洲鎮於1月25日上午10時至晚上8時開展第十輪全員核酸檢測。按國家和省關於新冠肺炎疫情處置相關文件規定，如坦洲鎮自1月13日起在14天內無新增病例或沒有新增無症狀感染者，原則上最快在1月27日可解除有關管控措施。
珠海市

1月16日，珠海市新型冠状病毒肺炎疫情防控指挥部发布通告，定于1月16日、17日、18日连续三天开展每天一轮全员核酸检测，检测时间为每天8时至19时。全体市民每天需进行一次核酸检测，没有连续三天完成全程核酸检测的人员将被赋“黄码”。
珠海市疫情防控新聞發佈會通報，1月16日（首日）全民核酸檢測工作共採樣274.73萬人，檢測結果均為陰性。
珠海市疫情防控新聞發佈會通報，1月17日（第二天）全员核酸检测共完成核酸采样276.87万人次，检测结果均为阴性。珠海市政府部門於1月16日完成了对进口冷链、食品仓库、集中监管仓等重点场所食品、环境和工作人员的核酸检测，共计1400份，检测结果均为阴性，严防由物传人风险。守好省外疫情输入关口，加强国内中高风险地区来珠返珠人员排查，并已按要求落实管控措施。
1月19日上午，香洲区疫情防控指挥部办公室发布重要提醒，於1月19日當天香洲区继续开展全员核酸检测，检测时间为2022年1月19日8:00-19:00。同日，珠海市举行第六场疫情防控新闻发布会，通报珠海市当前疫情防控形势和疫情防控最新工作进展情况。珠海市卫生健康局副局长黄芸介绍，1月16日至18日连续3天在全市域范围内开展了3轮全员核酸检测，3天采样分别为274万人次、276.87万人次及279.28万人次，检测结果显示全部阴性。
1月20日，珠海市召开第七场疫情防控新闻发布会，珠海市卫生健康局副局长黄芸介绍说，在前期对全市域范围开展连续三天三轮全员核酸检测的基础上，1月19日，在香洲区再进行了一次全员核酸检测。截至20日6时，完成采样检测113.9万人次，检测结果均为阴性。
1月20日及21日，因疫情尚未结束，南屏镇全域仍是管控区，珠海市香洲区疫情防控指挥部在南屏镇继续开展全员核酸检测。检测时间为8:00-20:00。
1月22日，珠海市公佈1月13日中山坦洲出现确诊病例后，珠海市按照同城发生疫情原则、第一时间对环坦洲的香洲区以及斗门区的邻近村居启动全员核酸检测，及时发现我市阳性感染者。随后，先后开展了4轮全市全员核酸检测、5轮香洲区全员核酸检测和8轮重点区域全员核酸检测，除第一轮南屏镇核酸检测发现阳性感染者外，其他轮次全员核酸检测结果均为阴性。1月21日，香洲区在南屏镇开展了全员核酸检测，检测结果全部为阴性。

##### 日常生活
1月13日，中山市坦洲鎮疫情防控指挥部發出公告，镇辖区内暂停举办所有大型会议、论坛、培训、演出、展销促销等聚集性活动，喜事缓办，丧事简办，宴会不办。镇辖区内所有餐饮单位暂停堂食，所有密闭半密闭通风不良场所暂停开放；各类药店暂停销售退热、抗生素、抗病毒、咳嗽感冒类药品，发现购药人有发热等可疑症状的，要第一时间报告。从实施临时管控措施起，所有人员只进不出，严格居家隔离，解封时间待上级通知。临时管控实施期间将安排医护人员开展核酸检测。同日因坦洲鎮发现一例阳性个案，为进一步加强疫情防控工作，珠海市疫情防控指挥部发布最新通告，宣佈全市美容美发、按摩水疗、棋牌室、麻将馆、网吧、酒吧、KTV、剧院、电影院、健身房、游戏厅、体育馆、游泳馆等密闭场所暂停营业。全市农贸（集贸）市场、药店、批发市场、商场超市等重点场所在严格落实测温、扫码、保持1米间距等管控措施的前提下有序开放。
1月14日，中山市疫情防控指挥部办公室發出通告，公佈南朗街道、三乡镇、板芙镇、神湾镇娱乐场所以及网吧、电影院、健身场所、酒吧、足浴店、棋牌室等密闭场所暂停营业，餐饮场所取消堂食。
1月16日，珠海市新型冠状病毒肺炎疫情防控指挥部发布通告，珠海全市旅游景区景点暂停营业，香洲区区域范围内餐饮场所取消堂食。其他区（功能区）餐饮业提供包厢、围桌服务应当实行分餐制，单桌人数减半，就餐人员间隔不少于1米，做好保洁、消毒、通风等要求，至少登记1名就餐人员身份及联系方式。
1月28日起，珠海市旅游景区有序恢复开放，景区接待游客量不超过最大承载量50%；餐饮业提供包厢、围桌服务应当实行分餐制，单桌人数减半，至少登记1名就餐人员身份及联系方式，接待顾客量不超过最大承载量50%；按摩水疗、棋牌室、麻将馆、网吧、KTV、游戏厅暂不开放。剧院、电影院、健身房、体育馆、游泳馆等其他室内场所可按照“限量、预约、错峰”的原则有序开放，接待顾客量不超过最大承载量50%。培训机构暂不开放线下培训。

##### 停工停产
1月17日，因珠海市疫情防控需要，珠海当地企业格力电器通知员工1月17日、18日放假两天。放假期间，公司生产部门根据紧急订单，在做好疫情防控的前提下可能会安排部分生产。格力电器总部及工厂所在地前山街道金鸡西路距离南屏镇政府直线距离不到3公里。

##### 大眾運輸
中山和珠海本地公交（公共汽車）方面，珠海公交和中山公交集團首先於1月13日起暫停所有往返珠海市全市和中山市所有區鎮的跨市公交服務。中山市公共交通運輸集團有限公司在1月13日上午發布通告：「因疫情防控需要，從2022年1月13日起，坦洲鎮所有公交線路及全市所有跨市公交線路（包括中山市往返珠海市、廣州市南沙區及江門市）暫停營運...部分線路臨時調整線路首末站及減少運力。」另外，所有跨市長途客運亦暫停。1月14日起珠海部分公交路線縮短行程或暫停營運，跨區公交由香洲區駛經南屏鎮內站點的公交路線直接通過不停靠鎮內任何站點並繼續取道珠海大橋往返斗門區或金灣區。珠海機場快線部分路線包括往返中山市坦洲鎮、開往或駛經南屏鎮站點的路線暫停營運。
中山海上客運方面，1月13日下午起，深圳机场码头至中山港往返航线停航。
珠海海上客運方面，1月14日14時許，因應珠海當地疫情防控需要，澳門內港客運碼頭往返珠海灣仔口岸的跨境海上客運服務航線，自2022年1月14日下午3時起暫停營運，直至另行通知。同日19時起，珠海市九洲港往返深圳市蛇口郵輪中心的海上客運航線停航。1月15日0時起，九洲港和横琴客运码头所有航线暂停运营，具体复航时间另行通知。香洲港至桂山岛、香洲港至外伶仃岛只保留一个出发航班，香洲港至东澳岛、香洲港至万山群岛只保留一个出发航班。桂山岛返回香洲港航班今天保留3个航班，其余海岛仅保留2个航班。横琴客运码头往返海岛所有航班均取消。 1月28日，粵通船務宣佈由珠海灣仔口岸往返澳門內港客運碼頭的海上客運航線將於1月31日復運。復航初期，客船班期為每半小時一班，並會按實際情況加開航班。
空中客運方面，珠海金灣機場取消大部分航線，北京、天津、西安等航線已經停飛；鐵路客運方面，廣珠城軌珠海站由16日開始減少4對珠海至廣州的列車，暫停珠海至北京跨線列車；跨市長途客運方面已經全部停運。
往返香港跨境客運方面，1月17日，據珠海市疫情防控指揮部發布的最新消息，港珠澳大橋穿梭巴士香港至珠海路線（俗稱港珠線）將於1月18日0時起雙向暫停運行，恢復時間另行通知。 1月30日，港珠澳大橋穿梭巴士香港至珠海路線（俗稱港珠線）於1月31日恢復珠海往香港班次服務，香港往珠海班次繼續暫停。

#### 梅州市
1月17日，梅州市新增本土確診病例後，梅州市政府宣佈如需要離開梅州出省需要持有48小時內檢測陰性證明，並呼籲市民如非必要不離梅、不出省。並且劃定岐嶺鎮雙頭社區、華源村、龍水村和潭下鎮文安村4個封控區，將岐嶺鎮及潭下鎮其餘區域、華城鎮全域劃定為管控區，其他鎮為防範區。封控區、管控區已完成第一輪全民核酸檢測，共採集樣本11.9萬份，均為陰性。同時，1月16日啟動了五華縣全民核酸檢測，共採集樣本57.2萬份，已出結果12萬份，均為陰性。
1月22日，梅州市五华县岐岭镇及潭下镇除封控区外的区域、华城镇全区域，解除管控区管理。
1月29日中午12时起，梅州市五华县解除封控区和防范区。

## 疫情對澳門特別行政區的影響和反應

### 收緊對中山市坦洲鎮防疫措施
1月13日上午，由於一名居住在廣東省中山市坦洲鎮的24歲女子核酸檢測陽性，坦州實施封控措施。應變恊調中心隨後公佈於當天中午12時起所有曾到坦州鎮指定地區的人士，其須接受隔離至離開當地14天為止，另外曾到坦州鎮其他地區抵澳人士須接受自我健康管理至離開當地14天為止，期間的第1、2、4、7、12天須接受最多5次的新冠病毒核酸檢測。經珠澳聯防聯控機制和澳門特區政府跨部門恊調後，宣佈由1月14日午夜12時起所有由中國大陸經海、陸口岸入境人士（包括經珠澳口岸入境澳門人士），須持有48小時內核酸檢測陰性結果證明，澳門經珠澳口岸入境珠海防疫政策維持不變。教育及青年發展局局長老柏生接受傳媒訪問表示於1月13日當天對在澳門的所有高等及非高等的跨境師生開展一次性病毒核酸檢測，其中在居於坦洲的高等及非高等教育涉及約500人，當局會視乎學生意願部署，盡量提供協助。又呼籲如有親友在澳，呼籲他們盡量到這些親友住所留宿，若沒有，當局會想辦法安置。若有學生選擇返回坦洲，學校亦可提供網課。又稱，未來2週是考試高峰期，當局將視乎安排，考慮學校是否有條件提早放寒假等。教青局向跨境師生發送信息，指「為保障師生安全，請所有跨境教職員工及學生，必須於今天內儘快進行核酸檢測，否則將變『黃碼』。」
下午5時，應變恊調中心召開例行記者會，衛生局局長羅奕龍等多位政府部門人員出席，表示因應中山坦洲鎮出現確診病例，當局提升檢測站的排查名額，由原來的2,000提升至12,000；啟動北安碼頭臨時檢疫站並要求檢測機構增加人手。羅奕龍表示從健康碼紀錄得知過去14日共錄得2898人曾到中山市坦洲鎮，其中1098已採樣；曾去過坦洲鎮國際花城人士有18人，其中6人已採樣。又指，目前有4,296名跨境師生需完成核檢，其中1,944人已完成。目前，當局未公佈這些檢測的結果。至於農曆新年會否停辦，羅奕龍指將與各部門加強溝通，因應疫情變化，並進一步研判新春期間是否適合舉辦大型活動。學校方面，教青局非高等教育廳廳長黃嘉祺表示距離春節假期不遠，學校可視乎情況進行調整課程或者作出彈性處理春節假期的安排，暫時未有停課決定，會密切和衛生部門以及和教育界保持溝通，視乎檢測結果，再作決定，學校可按教學進度提供網課或調整課程。對於抗擊疫情方面，衛生局局長羅奕龍表示，粵澳兩地抗疫工作上設有聯防聯控機制抗擊疫情，現時澳門本地地醫療和隔離資源基本滿足對疫情的需要，目前能容納確診病人隔離設施數量為266張供確診病人收治的地方。同時表示在2021年9月爆發的聚集性疫情期間，旅遊局尋找大量隔離措施，不少酒店自願成為隔離場所，有信心如澳門社區出現疫情可有效控制。
1月17日晚上8時起，所有曾經到過廣東省中山市坦洲鎮一知萬食品、珠海市香洲區南屏鎮十二村南豐匯景灣1棟的入境及已入境人士，須按照衛生當局的要求在指定地點接受醫學觀察至離開當地後14天但最短不少於7天。
1月27日上午11時起，因應疫情變化，澳門特別行政區政府衛生局根據第2/2004號法律《傳染病防治法》第10條和第14條的規定，自2022年1月27日上午11時起，取消對曾經到過廣東省中山市坦洲鎮的人士，須按照衛生當局的要求在指定地點接受醫學觀察或健康碼變為黃碼及須接受自我健康管理的措施。

### 收緊對珠海市及澳門本地部分防疫措施
1月14日上午6時，因應珠海出現病毒檢測陽性個案，應變恊調中心宣佈曾到廣東省珠海市香洲區南屏鎮人士於當天上午6時起入境澳門後需接受醫學觀察，已入境人士須接受自我健康管理至離開當地14天為止，期間的第1、2、4、7、12天須接受最多5次的新冠病毒核酸檢測。在上午稍後時間，澳門毗鄰的珠海市南屏鎮證實有人確診，由於有部分澳門居民在周未期間都會前往位於南屏鎮政府附近的大型購物商埸「華發商都」，導致很多當地居民的澳門健康碼變為黃碼，大批人士前往指定核酸檢測站排隊檢測，部分檢測站大排長龍。有市民指當局應派人員到場分流，集中為黃碼人士進行檢查，加上應變恊調中心電話熱線長期未能接通，質疑當局應對突發措施的應變能力是否合適，又認為突然眾多市民變成黃碼，應該要有應對措施。珠海市宣佈即時起所有離開珠海人士須持有粵康碼綠碼兼24小時內核酸檢測陰性證明（當時由珠海經珠澳口岸入境澳門除外）。
同日（14日）中午時分，社會文化司司長歐陽瑜接受傳媒訪問，指珠海南屏鎮出現陽性個案於凌晨4時收到珠海衛生部門通報，隨即要求相關部門連夜制定應對方案包括最新出入境防疫和病毒檢測時長等措施，並對跨境師生停課通知，亦提早在上午6時確定方案並對外公佈。又指如果澳門出現本地個案將會作出全面停課的考慮，至於現時不考慮停課目的是影響學生考試，包括部分跨境學生，而部分沒有考試的學校將恊調是否提前放春節假期。對於坦洲確診個案中有幼童被列為次密切接觸者，幼童和家長需要入住醫學觀察酒店，同時已經協調多個部門跟進好小朋友的膳食問題，包括允許家人為小朋友多送一次飯餐，或協調酒店在膳食上作出配合。
同日下午約3時，應變恊調中心發佈新聞稿就澳門最新防疫措施規定的自我健康管理和核酸檢測日期作出說明。由體育局與北斗星航海賽事管理主辦的「2022美高梅澳門國際帆船賽」宣佈因應疫情發展，為配合防疫工作，經主辦單位評估後決定取消原定於1月16日舉行的觀賽活動，但有關賽事及船隊巡遊仍繼續舉行。
1月14日晚上，澳門新型冠狀病毒感染應變協調中心發出新聞稿，就廣東省珠海市香洲區南屏鎮的區域作出補充說明。
1月15日上午11時30分，珠澳聯防聯控機制舉行工作視像會議，行政長官賀一誠、珠海市委書記呂玉印等粵澳兩地相關官員出席，通報兩地應對新一輪疫情防控工作的最新情況，並就兩地聯防聯控疫情的對策和措施交換意見。賀一誠指珠海和澳門兩地緊密相連，自珠海發生疫情後一直充分合作，保持緊密的溝通聯繫。他同時感謝珠海市委、市政府高效應對疫情，保障了澳珠兩地的防疫安全。賀一誠又指出珠海市南屏鎮出現確診個案後，珠海當局隨即啟動防控應對預案，迅速採取積極措施，整個過程再次體現了澳珠兩地的疫情聯防聯控機制到位，也充分體現了珠海市對澳門的重視與關心，對此致以衷心的感謝。澳門將繼續全力配合珠海的應對疫情措施及防控工作，雙方及時互通訊息，有信心珠海可以解決當前問題。賀一誠指涉及中山和珠海疫情個案的在澳人士，現有6,200人的澳門健康碼變為黃碼，其中有1,043人需分別進行醫學觀察、在原地隔離或在澳門實施3天2檢重點管控措施。在疫情常態化下，澳門在應對疫情方面總結了一些經驗，值得學習參考，做到分級分區精準防控，與國家部分地區互相學習。珠海市委書記呂玉印表示，珠海在發現個案後隨即做好應對工作，亦感謝澳門政府對珠海的防疫工作作出關心、配合和支持，目前在針對接壞中山市坦洲鎮接壞的鎮街進行全員核酸檢測，已採樣51萬多個樣本並發現7宗陽性個案，相關個案患者已送院收治。珠海市亦進行全民檢測，採樣195萬多個，已檢測181多萬樣本(比率93.69%)，全是陰性結果。此外，目前南屏鎮全域劃為管控區域，整體情況是可控的。珠澳口岸通關措施方面，呂玉印表示自1月14日收緊經珠澳口岸入境澳門措施後通關人數較1月13日下降了40%。
1月16日，應變恊調中心再度提醒1月1日或之後曾到過珠海市南屏鎮等風險地區人士，其健康碼已被鎖定為黃碼，須按規定第1、2、4、7、12天的時序接受新冠病毒核酸檢測，以及直至已離開當地14天後健康碼才轉回綠碼。又呼籲相關人士登入免費核酸檢測排查連結預約檢測，其核檢結果不會上載至澳門健康碼亦不可作出入境用途。此外，若認為於上述時間沒有到過南屏鎮等風險地區卻被轉為黃碼的人士，可登入上述連結中的「申報健康碼誤報糾錯」欄目作出聲明。
1月19日，澳門新型冠狀病毒感染應變協調中心宣佈，因應珠海市疫情變化，澳門特別行政區政府衛生局根據第2/2004號法律《傳染病防治法》第10條和第14條的規定，自2022年1月19日下午3時起，所有曾經到過廣東省珠海市香洲區情侶中路345號漁政樓的入境及已入境人士，須按照衛生當局的要求在指定地點接受醫學觀察至離開當地後14天但最短不少於7天。另外，自2022年1月19日下午3時起，所有過去14天曾經到過廣東省珠海市香洲區情侶中路以西、華海路以南、碧濤路以東、翠香路以北的入境人士，須按照衛生當局的要求在指定地點接受醫學觀察至離開當地後14天但最短不少於7天。而所有曾經到過上述地方的已入境人士，其健康碼將變為黃碼及須接受自我健康管理至離開當地14天為止，期間須在開始措施的第1、2、4、7、12天接受最多5次的新冠病毒核酸檢測。

#### 收緊珠澳出入境口岸措施
自1月13日中山市坦洲鎮出現疫情後，新型冠狀病毒感染應變協調中心宣佈於1月14日午夜12時起收緊中國大陸海路及陸路口岸（包括珠澳出入境口岸）入境澳門防疫限制措施，持有核酸檢測陰性證明由7天縮短至48小時。
1月14日晚上，澳門新型冠狀病毒感染應變協調中心發出新聞稿，要求14天內曾經到過廣東省深圳市或中山市坦洲鎮人士經專道入境，之後須到相關口岸臨時核酸檢測站進行病毒檢測採樣後才能離開。
1月15日晚上，珠澳聯防聯控澳方工作組接獲珠海方面通知，因應疫情需要，珠澳聯防聯控機制協商一致，現將調整珠澳口岸疫情防控措施：由2022年1月16日上午6時起，經珠澳口岸入境澳門人員需持24小時內有效核酸檢測陰性結果證明通關；從澳門經珠澳口岸到珠海人員維持現行疫情防控措施不變。

#### 教青局公佈跨境師生上課安排
1月14日上午6時，教育及青年發展局發出緊急通知，宣佈高等及非高等教育院校所屬跨境學生及教職員工於1月14日暫時停課一天，已透過學校通知跨境學生及其家長，以及教職員工毋須出門，並配合珠澳疫情聯防聯控工作。學校將視需要實施在家學習的方案，並豁免相關的缺勤和延後倘有的測考安排。同日晚上，教育及青年發展局宣佈因應珠海疫情發展，考慮到部分學校周六仍提供教學活動，教青局宣佈高等或非高等院校所屬跨境師生於1月15日繼續暫停回校上課一天。
1月15日上午，教育及青年發展局副局長龔志明接受澳廣視新聞訪問時表示，若珠海疫情嚴重，跨境學生可能提前放農曆新年假或留家學習，同時會密切留意珠海疫情變化，特別是珠海全民核檢結果，已做好各種停課預案。
1月16日，教育及青年發展局公佈「高等教育院校及非高等教育學校身處內地跨境師生1月17日起上課的預案安排」，教青局表示為配合珠澳口岸防疫措施，宣佈高等教育院校及非高等教育學校身處中國大陸跨境師生1月17日起上課的預案安排。居住在珠海及中山重點區域（現為中山坦洲鎮及珠海南屏鎮）以及過去14天內曾到過坦洲鎮國際花城一期及二期或南屏鎮的跨境師生暫不回澳上課，學校會因應情況為學生實施在家學習的方案，並豁免相關的缺勤和延後倘有的測考安排。並非居住在上述重點區域及未曾在過去14天內到過上述指定地區域的跨境師生，回澳上課須持有24小時內的核酸檢測陰性結果。倘跨境學生選擇暫緩回澳上學，學校會酌情處理其出勤及測考安排。上述措施僅限於現時身在中國大陸的（未入境）跨境師生，而身處澳門（已入境）的就要按照相應黃碼人士的處理方法。考慮到疫情不斷變化及通關措施隨時更新，教青局及相關部門將緊密留意疫情發展動態調整、及時改變相關措施。回澳上課的師生在出門及通關前先留意教青局及相關部門網頁、電台、電視台等最新資訊，或向學校查詢。

#### 增設臨時核酸檢測站方便跨境師生
1月17日，因往返廣東和澳門的核酸檢測證明改為24小時有效，為方便跨境學生需要，教育及青年發展局宣佈位於澳門半島北區的黑沙環青年活動中心增設跨境學童核酸檢測點，開放時間為星期一至五下午3時至晚上7時。

### 收緊其他省市出入境防疫措施
1月17日晚上8時起，所有曾經到過廣東省梅州市五華縣岐嶺鎮、深圳市龍崗區寶龍街道；廣西壯族自治區崇左市寧明縣愛店鎮的入境人士，須按照衛生當局的要求在指定地點接受醫學觀察至離開當地後14天但最短不少於7天。而所有曾經到過上述地方的已入境人士，其健康碼將變為黃碼及須接受自我健康管理至離開當地14天為止，期間須在開始措施的第1、2、4、7、12天接受最多5次的新冠病毒核酸檢測。

### 澳門本地各學校可視乎情況提前放寒假
在1月20日澳門新型冠狀病毒感染應變協調中心新聞發佈會上，教育及青年發展局非高等教育廳廳長黃嘉祺表示，目前已有八成非高等教育學生已完成考試，有條件提前開始春假；高等教育目前並非考試期，明天至下周初亦將陸續開始春假。同時因應疫情的變化，經與衛生部門溝通後，認為疫情期間減少跨境師生往返，可減少疫情傳播的風險，宣佈高等教育及非高等教育的跨境師生自1月21日起暫停回澳上課，至春節假期結束。

### 新春活動維持籌備
1月20日澳門應變恊調中心記者會上，澳門特別行政區政府旅遊局代表指2022年的新春活動包括舞金龍、花車巡遊、煙花表演維持籌備，當局連同衛生部門動態研判情況，同時還會準備不同方案，如有需要或會延遲至2月較後時間舉行。倘舉辦活動，定會配合衛生當局的防疫要求，以及參照過往活動的防疫措施，劃定範圍，設置出入口，要求出示健康碼、保持距離等，具體防疫措施會繼續與衛生部門溝通，按疫情需要作出合適的調整。 
1月21日，澳門特別行政區政府市政署舉行記者會，宣佈澳門2022年澳門農曆春節年宵市場於1月25日 (年廿三)至2月1日 (大年初一) 凌晨舉行，設有共 30個賀年禮品、年花及小食攤檔，規模與過往相若。市政署稱今年會按情況控制人流，以及留意疫情狀況安排活動。另外，位於澳門半島旅遊塔對開和氹仔麗景灣藝術酒店對開海傍的農曆新年爆竹煙花燃放區於1月31日 (年廿九)至2月6日 (年初六)開放，同時因應疫情關係，爆竹入貨量已減至 6至 7成。市政署要求所有年宵市場或爆竹煙花燃放區的攤位經營者或協助者需出示接種至少1劑2019冠狀病毒病疫苗或7天內有效核酸檢測陰性證明，同時鼓勵入場人士掃描澳門健康碼「場所二維碼」。

### 取消曾到中山珠海兩市相關防疫及放寬通關措施
1月27日，因應中山市全市改列為低風險地區，澳門新型冠狀病毒感染應變協調中心宣佈根據第2/2004號法律《傳染病防治法》第10條和第14條的規定，由當天上午11時起，取消對曾經到過廣東省中山市坦洲鎮的人士，須按照衛生當局的要求在指定地點接受醫學觀察或健康碼變為黃碼及須接受自我健康管理的措施。
1月28日，因應珠海市全市改列為低風險地區，澳門新型冠狀病毒感染應變協調中心宣佈根據第2/2004號法律《傳染病防治法》第10條和第14條的規定，自2022年1月28日上午10時起，取消對曾經到過除情侶中路345號漁政樓以外的珠海市其他區域的人士，須按照衛生當局的要求在指定地點接受醫學觀察或健康碼變為黃碼及須接受自我健康管理的措施。 另外，所有過去14天內曾到中山和珠海相關區域的人士，其健康碼變為黃碼及須接受自我健康管理至離開當地14 天為止。有關措施已在1月27日和1月28日先後解除。目前，所有曾到過廣東省中山市坦洲鎮、珠海市南屏鎮的人士，若在1月26日或之後按規定在本澳接受過核酸檢測，將自動解除其健康碼黃碼鎖定；已分別在珠海接受核酸檢測的人士，在逐一核對後亦會解除健康碼黃碼鎖定。 同日晚上，珠海市疫情防控指揮部公佈關於調整珠澳口岸疫情防控措施的通告，根據疫情防控需要，經珠澳聯防聯控機制協商一致，自2022年1月29日0時起，從珠海經珠澳口岸到澳門人員須持48小時內有效核酸檢測陰性結果證明通關；從澳門經珠澳口岸到珠海人員維持現行疫情防控措施不變。
2月2日，澳門應變協調中心宣佈由當天下午4時起，取消曾到廣東省珠海市香洲區情侶中路345號漁政樓的防疫措施。

## 疫情對其他省市、地區或國家的影響

### 香港特別行政區
1月17日晚上，香港特別行政區政府宣佈由1月18日凌晨0時起起暫停「回港易」或「來港易」從珠海入境免檢疫安排，計劃將暫時停止接受從珠海口岸經港珠澳大橋入境香港的預約申請。即使在此前已通過計劃取得從珠海口岸經港珠澳大橋入境香港的預約名額，亦將不能使用有關口岸進入香港而獲得豁免港方的強制檢疫安排。政府會向已預約而今次受影響的人士發出手機短訊，通知他們有關安排。
1月30日，香港特別行政區政府宣佈由於廣東省珠海市香洲區不再列在計劃的「暫不適用風險地區」名單中，恢復符合指明條件的人士透過「回港易」及「來港易」計劃、從珠海經港珠澳大橋入境香港的人士，可獲豁免檢疫。

## 溯源調查
1月17日，珠海市衛健局表示，不排除本次疫情與北京市1月15日通報一例本土新冠肺炎確診病例同樣地是由入境物品所導致，經溯源調查發現，目前所有確診病例均在同一傳播鏈，基因測序與外省的境外輸入關聯病例100%同源。早期發病的個案從事客服工作，經常接觸境外入境物品，根據目前現場流行病學調查和實驗室檢測，專家研判本次疫情不排除由曝露於污染入境物品導致。
3月18日，中国疾控中心发布的英文周报详细披露了疫情的溯源及传播细节。论文披露，2022年1月13日珠海市疾控中心接到通报，中山市坦洲镇发热门诊发现了1例本土病例。指示病例所在的公司主要承接境外义齿、牙模的定制生产，货物是通过快递从欧美进口的，2022年1月1日至11日间她偶尔在没有防护（不戴口罩和手套）的情况下在收货区帮忙提货。1月16日，珠海市疾控中心从C公司采集了670份环境样本，检测出6份阳性样本，其中5份阳性样本来自感染者的工作区，1份阳性样本来自一楼进口模具包装的内部。疫情发生不久后，珠海市市场监管局对全市义齿加工企业实施分类疫情防控，在广东省率先印发《珠海市义齿生产加工企业进口牙模新冠病毒防控工作规范指引(第一版)》，引导企业规范有序落实防控主体责任。同年3月，珠海市市场监督管理局全面加强义齿生产加工企业监督检查，采取突击检查的方式深入一线实地巡查。经查，珠海某美义齿科技有限公司违反责任承诺和疫情防控要求，私自接收和加工进口牙模。监管人员当场要求其立行立改，待整改到位并经审查通过后方可恢复生产。

## 相關事件

### 到罗定隐瞒珠海旅居史被拘留
1月17日，廣東省雲浮市罗定市通报附城街道丰盛村聚集性活动造成疫情防控风险隐患的情况，通报指出一名居住在珠海市香洲區南屏镇的李某某由珠海来罗定，居住在附城街道丰盛村亲属家，並未有主动报备，相關人士被拘留。通報原文指李某某於1月12日由珠海来到罗定附城街道丰盛村亲属其外婆家，但没有主动报备。1月14日，珠海市南屏镇全域划定为管控区。1月15日，李某某参加该村未经报备批准的50人以上婚庆聚集性活动。1月16日，李某某被珠海市疾控中心定为密接人员，由此参加当日婚庆的115人被罗定市确定为次密接人员，给当地疫情防控工作带来重大风险隐患。目前，李某某母亲胡某红在罗定市疾控中心多次对李某某的流调中否认其已来罗，隐瞒事实，违反《治安管理处罚法》第50条拒不执行人民政府在紧急情况下发布的决定、命令，罗定市公安机关依法决定对其行政拘留10天。婚宴主办者李某某二外公胡某南，隐匿李某某的疫情管控区旅居史、未经报备批准私自举办50人以上聚集性活动，违反《治安管理处罚法》第50条拒不执行人民政府在紧急情况下发布的决定、命令，罗定市公安机关依法决定对其行政拘留5天。

### 各地宣佈收到國際快遞在三天內須核檢
1月22日，廣東省中山市政府宣佈，由於不排除物件傳染病毒的可能性，近期收到國際郵件快遞的市民，必須在三天內完成一次核酸檢測。在疫情期間，建議市民盡量減少從疫情高風險國家或地區購買商品。官方並建議委託快遞員對物件消毒後再取件，且盡可能在開放空間取件，無接觸接收。郵政快遞企業設有固定取件場所者，建議配合在固定取件場所取件；如需當面簽收，建議與快遞員保持安全距離。除中山市外，廣州市疫情防控指揮辦也提醒，國際郵件快遞的收件人員需及時做核酸檢測，且要求在1月16日到19日期間收到國際快遞的廣州市民，必須在三天內到社區指引的檢測點進行核酸檢測。